# Sojoez T-14
Sojoez T-14 (ook: 16051) was een bemande Russische ruimtevlucht uit 1985. Doel van deze missie was een koppeling uitvoeren met ruimtestation Saljoet 7. Deze vlucht herstelde de oorspronkelijke samenstelling van de bemanning voor deze missie. Herstelwerkzaamheden aan Saljoet 7 gooiden het oorspronkelijke vluchtschema in de war. Deze missie werd om medische redenen voortijdig beëindigd, omdat een der kosmonauten ernstige gezondheidsproblemen kreeg.

## Bemanning
De driekoppige bemanning bestond uit gezagvoerder Vladimir Vasjoetin, boordwerktuigkundige Georgi Gretsjko en kosmonaut-onderzoeker Aleksandr Volkov. De commandant maakte zijn eerste vlucht, Gretsjko vloog zijn derde en Volkov onderging eveneens zijn ruimtedoop. Deze Sojoez woog 6850 kg.
De bemanning van Sojoez T-13 kreeg het dode station weer aan de praat, maar commandant Dzjanibekov moest dringend worden afgelost. Zijn artsen vonden een missie langer dan 100 dagen volstrekt onverantwoord. Bovendien moest Saljoet 7 een inspectie ondergaan. Volkov, Savinych en Vasjoetin vormden de oorspronkelijke bemanning voor deze missie. Na de inspectie keerden Dzjanibekov en Gretsjko al spoedig terug naar de Aarde.

## Verloop van de missie

### Lancering en koppeling
Sojoez T-14 werd gelanceerd op 17 september 1985 met een Sojoez draagraket vanaf Tjoeratam op Bajkonoer. De capsule kwam in een baan met een apogeum van 351 km, een perigeum van 337 km en een omlooptijd van 91,4 minuten. De inclinatie bedroeg 51,6° bij een excentriciteit van 0,00104. De volgende dag meerde het ruimtevaartuig aan bij het achterste koppelingsluik van Saljoet 7. De stationsbemanning bestaande uit Vladimir Dzjanibekov en Viktor Savinych wachtte hen op.

### Inspectie en terugkeerT-13
De inspectie van de herstelwerkzaamheden nam enige dagen in beslag. Toen dit achter de rug was, begaven Dzjanibekov en Gretsjko zich op 25 september aan boord van de T-13 en namen afscheid. De nieuwere T-14 bleef achter. Nadat het toestel zich losmaakte, keerde het niet onmiddellijk naar de Aarde terug. In plaats daarvan voerde de bemanning enkele naderingsmanoeuvres uit zonder behulp van de stationsradar. T-13 verwijderde zich driemaal enige tientallen kilometers van het station, waarna het schip Saljoet 7 tot op 5 km naderde. Vervolgens geleidde de bemanning hun toestel tot op enkele honderden meters van het station. Op deze wijze deed men ervaring op met het naderen van defecte ruimtevaartuigen en konden de hiermee gepaard gaande manoeuvres worden verfijnd.
Daarna keerde het tweetal naar de Aarde terug en landde probleemloos op 26 september.

### Kosmos 1686brengt nieuwe uitrusting

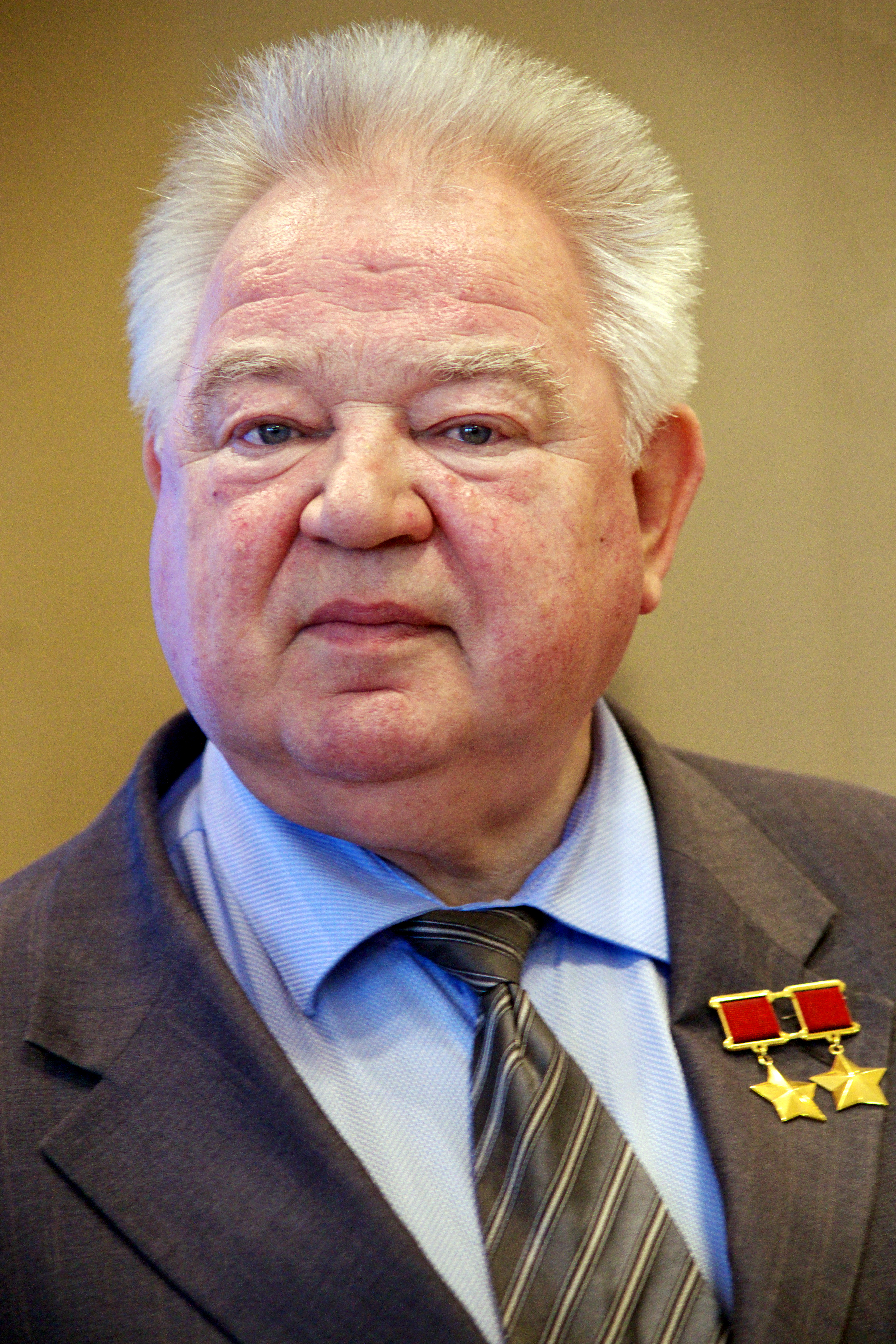
Boordwerktuigkundige Georgi Gretsjko gaf Saljoet 7 weer vrij voor gebruik

Daags daarna koos Kosmos 1686 het luchtruim en koppelde aan op 2 oktober. Dit vrachtschip woog twintig ton en was zonder terugkeercapsule uitgevoerd. Hierdoor kon het meer brandstof meevoeren. Het bracht vijf ton voorraden, waarvan drie ton brandstof en een ton wetenschappelijke uitrusting. Volgens Sovjetmedia bevrijdde dit vaartuig de bemanning van de last om Saljoet 7 te besturen. Zij stelden dat Kosmos 1686 testen onderging als multifunctioneel ruimtevaartuig voor vrachtvervoer, de energievoorziening en vluchtcontrole van het station voor zijn rekening nam en diende als productieruimte of onderzoekslaboratorium. Op 30 oktober was de bemanning klaar met het testen van de nieuwe apparatuur, waaronder instrumenten voor materiaalkunde ("Korund", "Magma-F" en "Kristillizator") en spectrometers.
"Kristillizator" had een betere thermische controle tijdens experimenten en nam nauwkeurigere metingen van bewegingen van levende organismen. Voorts beschikte het over een verbeterde gegevensopslag en fijnafstemming. Dit instrument was een gezamenlijk Russisch/Tsjechisch experiment. Een ander instrument, "EFU-Robot" was een verbeterde uitvoering van het "Tavriya" instrument (gebruikt tijdens T-12), waarmee men onderzoek deed naar elektroforese. Een kosmonaut kon dit instrument programmeren, om monsters van gezuiverde substanties te nemen en deze automatisch op te slaan in ampullen via injectiespuiten. De "Skif" voorprogrammeerbare spectrometer betekende technologisch een stap vooruit. Deze kon niet alleen een bepaald gebied in het gewenste kleurbereik fotograferen, maar ook de belichte film direct ontwikkelen en analyseren. Bovendien kon het duidelijk aangeven wat er eventueel fout liep. "Aerosol" onderwierp oplichtende wolken aan een nadere blik. Tevens legde het de samenstelling en optische en spectrale eigenschappen van de dampkring vast.
Op 1 november berichtte Pravda dat Kosmos 1686 in staat bleek om het station een week lang zonder problemen in de juiste positie te houden.

## Voortijdige terugkeer door medisch noodgeval
Nog geen twee weken later merkten volgstations iets vreemds op. Radioberichten van het station, tot dan toe gewoon te beluisteren, waren plots gecodeerd. Waarnemers op de grond trokken de conclusie, dat het militaire deel van de missie een aanvang nam. De werkelijke reden betrof echter een zieke kosmonaut. Op 15 november gaf TASS een vrij nietszeggend perscommuniqué uit. Dit vermeldde slechts dat de kosmonauten medische testen ondergingen en hun Chibispakken droegen, Een duidelijke aanwijzing van voorbereiding op hun terugkeer. Chibispakken veroorzaken negatieve druk in het onderlichaam. Hierdoor trekt bloed uit het bovenlichaam weg. In gewichtloosheid neigt bloed ernaar, om in het bovenlichaam te blijven circuleren. Hierdoor wordt het hart en vaatstelsel zwaarder belast. Het Sovjet persbureau verstrekte geen aanvullende informatie tot de bemanning zes dagen later veilig neerkwam. Zeer ongebruikelijk en ook het exacte tijdstip van ontkoppeling meldde het niet.
Op 21 november maakte Sojoez T-14 zich los van Saljoet 7 en keerde voortijdig terug naar de Aarde. De capsule kwam op 180 km ten zuidoosten van Jezqazğan neer. Vasjoetin en Volkov draaiden 1027 maal om de Aarde en verbleven 64 dagen, 21 uur en 52 minuten in de ruimte. Gedurende die tijd legden zij een afstand van 43,135 miljoen km af. Savynich trok 2661 baantjes en stond na 168 dagen, 3 uur en 51 minuten weer op de grond.
Een verslaggever ter plaatse zag dat Vasjoetin er witjes uitzag, maar schonk er geen verdere aandacht aan omdat terugkerende kosmonauten er normaliter altijd bleek uitzagen. Op de vraag hoe hij zich voelde, antwoordde de commandant dat het belangrijkste was om weer terug op Aarde te zijn. En met reden. Vasjoetin zou grote hinder ondervinden van een urineweginfectie, die gepaard ging met hoge koorts. Andere berichten spraken van psychologische problemen. Het vormde echter voldoende aanleiding voor Savinych om tijdens de missie het commando over te nemen. Officieel is de medische oorzaak nooit vrijgegeven; Westerse waarnemers dachten aan een blindedarmontsteking, nierstenen, virale longontsteking of een uit de hand gelopen verkoudheid uitmondend in bijholteontsteking.

### Oorzaak blijft onduidelijk
Ogenblikkelijk na de landing vervoerde men Vasjoetin naar het ziekenhuis, waar hij een zes weken durende antibioticakuur onderging (volgens de lezing dat het een urineweginfectie betrof). De Pravda (dus niet de Sovjet artsen) schreef twee dagen na landing dat het in eerste instantie kleine probleem met de tijd verergerde. Op 20 december berichtte de Russische staatstelevisie dat hij drie weken met een zeer hardnekkige infectie kampte, met hoge koorts boven de 40°C. Op 29 december citeerde de Pravda stukjes uit Savinychs dagboek. Die merkte op 25 september (toen Dzjanibekov en Gretsjko terugvlogen) de eerste problemen op en beschreef de opgewonden gemoedstoestand, ernstige slaaptekort en gebrek aan eetlust van zijn commandant. Al spoedig leed hij pijn. Op 28 oktober omschreef hij Vasjoetin als "...gespannen, een bonk zenuwen...". Daarop overreedde Savinych zijn commandant om medisch advies in te winnen. Vasjoetin scheen in eerste instantie op te knappen, maar aantekeningen op 2 november vermeldden dat de commandant in zijn slaapzak bleef om te rusten. Zijn metgezellen stonden er alleen voor. Ten slotte ontving de bemanning op 17 november het bevel om de missie af te breken.
In oktober 1987 reageerde Oleg Gazenko (hoofd van het Sovjetinstituut voor biomedische problemen en gerespecteerd als belangrijkste ruimtevaart-arts) op vragen, dat hij uit privacyoverwegingen afzag van verder commentaar in deze kwestie. Wel maakte hij duidelijk, dat Vasjoetin volledig was hersteld. Feit blijft dat Vasjoetin na zijn eerste missie nooit meer een vlucht maakte.
1 ·
2 ·
3 ·
4 ·
5 ·
6 ·
7 ·
8 ·
9 ·
10 ·
11 ·
12 ·
13 ·
14 ·
15 ·
16 ·
17 ·
18A ·
18 ·
19 ·
20 ·
21 ·
22 ·
23 ·
24 ·
25 ·
26 ·
27 ·
28 ·
29 ·
30 ·
31 ·
32 ·
33 ·
34 · 
35 ·
36 ·
37 ·
38 ·
39 ·
40

T-1 ·  
T-2 ·
T-3 ·
T-4 ·
T-5 · 
T-6 ·
T-7 · 
T-8 ·
T-9 · 
T-10-1 ·
T-10 · 
T-11 ·
T-12 · 
T-13 ·
T-14 · 
T-15